# Reformationen i England
Reformationen i England fick ett annat förlopp än i övriga europeiska länder där den romersk-katolska kyrkans hegemoni slogs i spillror. Förloppet präglades fram till restaurationen 1660 av en konflikt mellan puritaner och anglikaner. Kongregationalister gick i landsflykt till de nordamerikanska kolonierna såväl före som efter religionsfrihetslagen 1689.

## Historik

### Henrik VIII:s reformation
Det hade länge funnits strömningar av "antiklerikalism" i England, och de engelska lollarderna hade redan hunnit inspirera husiterna i Böhmen. Vid 1520 hade lollarderna upphört att vara en aktiv politiskt-religiös kraft.
När de reformatoriska strömningarna kom till England styrdes de snarast av kung Henrik VIII:s politiska egenintresse. Dittills hade Henrik VIII varit en lojal romersk katolik, men fann det nu för gott att bryta med Rom. Genom den så kallade "Act of Supremacy" 1534 gjorde sig kungen till kyrkans överhuvud (i världslig mening) och mellan 1535 och 1540, under praktisk ledning av Thomas Cromwell, stängdes de engelska klostren. Stora lantegendomar och penningsummor bytte hand från kyrkan till kronan för att i många fall fortsätta till adeln.
Den nya kungliga politiken angrep också vallfart och vördnad av reliker, men Henriks reformation var läromässigt konservativ och försiktig. Helgonkulten, bildbruket och förbönen för de hädangångna behölls i De tio artiklarna 1536 och bikten och goda gärningar ansågs nödvändiga för saligheten. De sex artiklarna 1539 bevarade uttryckligen transsubstantiationsläran, prästcelibatet och privatmässor. Bikten ansågs nödvändig för saligheten, och kommunion under endast en gestalt godkändes. Denna reformation fick stöd av stora delar av den adel som fick del av de kyrkliga rikedomarna, men mötte också stort motstånd. Bland de mest kända motståndarna fanns Thomas More och biskop John Fisher, vilka båda två avrättades för sitt motstånd. 

### Edvards reformation
En engelskspråkig gudstjänstordning, Den allmänna bönboken eller Book of Common Prayer (BCP), antogs 1549. Efter kritik av Martin Bucer ersattes 1549 års upplaga av en mera reformert färgad upplaga 1552, men den var i bruk endast några månader innan den avskaffades av drottning Maria I av England. 

### Den Marianska motreformationen
Efterhand förlorade det "katolska partiet" inflytande. En motreformationen följde under Marias regeringstid i form av den så kallade Marianska förföljelsen. 
Efter Marias trontillträde 1553 återkallades samtliga religiösa lagar som hade införts under Edvard IV:s regeringstid. Det innebar i praktiken att hela reformationen upphävdes i England, och att landet återinfördes under katolska kyrkan och påvens domvärjo. 
20 januari 1555 trädde de gamla lagarna om kätteri åter i kraft. Det innebar i ett slag att alla icke-katoliker ställdes inför tre val: att genast återvända eller konvertera till katolicismen; att lämna landet; eller att gripas och ställas inför rätta för kätteri. 
Den som åtalades för kätteri ställdes inför rätta enligt en procedur som hade godkänts av Marias parlament. Rättegången sköttes av kyrkan, och de åtalade förhördes av biskopen i sitt distrikt (i fallet London var det till exempel biskop Edmund Bonner). En person som dömts som skyldig överlämnades sedan av kyrkan till världslig domstol, som enligt lagen tvingades verkställa dödsdomen, som för detta brott var bränning på bål. 
Mellan februari 1555 och november 1558 avrättades åtminstone 287 personer genom att brännas på bål, 231 män och 56 kvinnor. Ytterligare personer avled i fängelset, vilket sammanlagt uppgår till 312 personer. Det finns också personer vars slut är odokumenterade.
Efter en kort återkatolicering under Maria (Bloody Mary) 1553–1558, radikaliserades de protestantiska krafterna i England. Den romersk-katolska kyrkan förbjöds att fira mässan, och under en period av ikonoklasm förstördes helgonbilder av den puritanska riktningen, som också försökte göra kyrkorummet enklare efter reformert mönster.

### Den elisabetanska medelvägen
Vid Marias död slog systern Elisabet I in på en medelväg, som avvisade både puritanism och den romersk-katolska kyrkan, men sökte aktivt rymma många olika teologiska riktningar inom en enad Engelsk kyrka. Denna, från början endast realpolitiskt motiverade, medelväg fick en teologisk egenart genom Richard Hookers klassiska Laws on Ecclesiastical Polity (1593). Elisabet genomdrev en tredje bearbetad kompromissupplaga av BCP 1559, som försågs med vissa tillägg 1561. De uttryck för reformert nattvardssyn som hade funnits i 1552 års upplaga av BCP avskaffades, och i den så kallade ornaments rubric behöll man sådana kyrkprydnader och liturgiska plagg som hade varit i bruk 1548, vilket inkluderar antependium, alba, stola, mässhake och korkåpa. Efterlevnaden av denna stadga utanför de kungliga kapellen kom dock att bli tämligen slapp, och i praxis valde många präster att använda akademisk dräkt, röklin och predikoscarf vid många gudstjänster, i synnerhet i början av Elisabets regeringstid. Faderns pretentiösa titel Supreme Head ersattes med titeln Supreme Governor - en titel som engelska monarker har behållit sedan dess. Den Kanoniska lagen 1604  sökte återinskärpa bruket av skrud vid eukaristifirandet i åtminstone domkyrkor och kollegiatskyrkor, och en särskild kanonisk stadga försvarade bruket av korstecken mot puritanerna.
Under Elisabets regeringstid uppvisade engelskt kyrkoliv (det kanske är anakronistiskt och alltför tidigt att kalla kyrkolivet för anglikanskt vid denna tidpunkt) polarisering mellan ett stort antal positioner. Elisabet själv, och hennes rådgivare sir William Cecil, förverkligade i de kungliga kapellen en kristendomstyp med rikt ceremoniel och konstnärlig utsmyckning, men präglat av ovilja att anta någon av de kontinentala konfessionerna – en hållning som möjligtvis skulle kunna definieras som ett slags bibelhumanism.
Några kyrkomän vidareförde från Hugh Latimers och Nicholas Ridleys tid en teologi präglad av Philipp Melanchthons teologi och Martin Luthers lära om Kristi kropps och blods verkliga närvaro i nattvardsgåvorna (Realpresens).  
Några av de tidiga elisabetanska biskoparna hade levt i landsflykt bland reformert kristna i Frankrike och Schweiz, accepterade visserligen Engelska kyrkans överlevande medeltida organisation, men ville ersätta kyrkornas invändiga konstverk med en sparsmakad tavla avbildande de tio budorden och drottningens namnchiffer, ställa altaret så att det skulle löpa i öst-västlig riktning parallellt med de norra och södra korväggarna, och förespråkade zwinglianska eller calvinska nattvardssyner. De hade ofta överseende med puritanernas bristande efterlevnad av det kyrkliga regelverket. Under loppet av 1580-talet blev den calvinska predestinationsläran alltmera utbredd bland dem.
De så kallade puritanerna önskade fortsatta reformer, i syfte att delvis kopiera kyrkan i Genève, delvis införa strängare regler än Genève-kyrkan. Puritanerna motsatte sig all kyrkokonst, bruket av korstecken, bruket av vigselring, bruket av liturgiska plagg, ordet "söndag" och förekomsten av helgonnamn i almanackan. De ville förbjuda att lekfolket läste med i trosbekännelsen och Herrens bön, och ville förbjuda växelläsning mellan präst och församling. På sikt ville de ersätta den medeltida kyrkoorganisationen med en presbyteriansk författning, det vill säga ett system av äldstedomstolar, och de ville förbjuda rekreation – exempelvis idrott och konserter – på söndagar. Firande av jul, Trettondedag jul, Skärtorsdagen, Långfredagen och Kristi himmelsfärdsdag ansågs vara anti-bibliskt. De puritaner som blev präster satte i system att utelämna bönbokens ord om pånyttfödelse i dopet (därför att de ansågs stå i strid med predestinationsläran).
Den oro puritanerna förorsakade i församlingarna, ledde till vad Judith Maltby valt att kalla för den konformistiska delen av kyrkan: Denna grupp identifierade sig läromässigt med det läge kontinental reformert teologi befann sig i före synoden i Dordrecht (på de punkter som inte ansågs avvika från Den allmänna bönboken), men krävde sträng efterlevnad av Den allmänna bönboken. Till skillnad från 1560-talets biskopsgeneration, som hade levt bland reformert kristna i Frankrike och Schweiz, och därför visade överseende med de friheter puritanerna tog sig i gudstjänstlivet, slog konformisterna från och med 1580-talet ned på varje antydan till puritanism. Konformisterna lät altaret stå i korets östra del på medeltida sätt när det inte användes för eukaristifirande.
Genom sir William Cecils utnämningsförfarande premierades präster och universitetsanställda som var präglade av bibelhumanism. Ehuru reformert av sydtyskt slag, hade Peter Martyr Vermigli på sin tid, i likhet med Engelska kyrkans dåtida reformkatolska riktning, propagerat för studier av kyrkofäderna. Reformkatolicismens och Vermiglis patristiska strömningar fick genom sir William Cecils utnämningspolitik ett förnyat uppsving under 1580- och 1590-talet, och genom den danske melanchthon-lärjungen Niels Hemmingsens påverkan började några anglikanska teologer betona människans samverkan med Guds kallelse i motsatsställning till calvinismens predestinationslära. Richard Hooker framlade i Laws of ecclesiastical polity (1594-1597) en läromässig linje som befann sig mitt emellan romersk-katolsk teologi och reformert teologi: Hooker avvisade den protestantiska läran om Skriften allena som källa till teologisk kunskap, och betraktade Förnuftet och Traditionen som kunskapskällor vid sidan av bibeln. Peter Baro (1534–1599) hade börjat sin kyrkliga bana som fransk hugenott, ordinerad av Calvin själv, men under sin tid som teologiprofessor i Cambridge kom han att inta en läromässig position starkt kritisk till reformert biblicism och calvinsk predestinationslära, och såg ett återvändande till kyrkofäderna som ett alternativ till de tre kontinentala konfessionerna.
I början av 1590-talet började några cambridgeprofessorer propagera för en strikt calvinsk predestinationslära, och kom i konflikt med Baros syn på den mänskliga viljans samverkan med Gud. Ärkebiskop Whitgift försökte 1595 medla genom att försöka införa läroartiklar med en predestinationslära snarlik det slag Martin Luther hade framkastat i sin bok Den trälbundna viljan, men hamnade i konflikt med Peter Baro. Drottningen ingrep, och förbjöd antagandet av Whitgifts läroartiklar. Sir William Cecil skyddade Baro från efterräkningar, men Baros professur förnyades inte. Trots denna lärokonflikt betraktade Whitgift Baros gamla elever John Overall och Lancelot Andrewes som sina allierade i konflikten med puritanerna.

### Engelskt kyrkoliv under Jakob I
Vid synoden i Dordrecht 1619 röstade Lancelot Andrewes mot predestiantionsläran och för arminianismen, och efter synoden flydde arminianska flyktingar från Nederländerna till England. Detta befäste den engelska kyrkans avvisande hållning av predestinationsläran, åtminstone som normerande för alla kyrkomedlemmar, men en eller annan predestinationslära kunde förekomma bland några engelska kyrkoföreträdare under Jakob I:s regeringstid, exempelvis Lewis Bayly.

### Engelskt kyrkoliv under Karl I
Anglikanska teologer före det engelska inbördeskriget, de så kallade Caroline Divines, som exempelvis  Lancelot Andrewes och William Laud, försvarade den Engelska kyrkans medelväg mellan den romersk-katolska och de calvinska kyrkorna, och verkade för en teologi baserad på kyrkofäderna. Polariseringen mellan anglikaner å ena sidan och puritaner å andra sidan, gjorde att konformister av Whitgifts typ, som temporärt hade utgjort en kyrklig mittfåra under 1580-talet, kom att splittras och assimileras av de båda andra riktningarna.

### Inbördeskrig och restauration
Puritanerna fick med tiden visst stöd inom parlamentet, vilket ledde till det engelska inbördeskriget 1642-1649 och den korta republikanska tiden med Oliver Cromwell som diktator (Lord Protector), död 1658.
De religiösa förhållandena i England stabiliserades inte förrän efter denna stormiga händelseutveckling, genom restaurationen 1660. Den anglikanska kyrkan blev åter statskyrka, och 1662 års BCP antogs. Church of England kom att bli en kyrka med en på kyrkofäderna baserad dogmatik (se: Canon A5) och mycket stor teologisk bredd, men med en liturgi som minde mer om den katolska kyrkan. De anglikanska kyrkornas syn på protestantiska trossamfund försköts något 1662, och självmedvetandet om anglikanism som en från protestantismen skild kyrkofamilj förstärktes.  Medan biskopsämbetet sedan 1550 hade betraktats som en eftersträvansvärd biblisk ordning, betraktades det fr.o.m. 1662 som en nödvändig biblisk ordning. Pastorer som hade ordinerats i kalvinska, evangelisk-lutherska, kongregationalistiska eller baptistiska trossamfund som önskade tjänstgöra som anglikanska diakoner eller präster vigdes om av anglikanska biskopar. För att hindra misstolkningen att diakoner skulle kunna meddela avlösningen ändrades ordet minister till priest, och för att avvisa en symbolisk tolkning av eukaristin infördes överskriften Prayer of Consecration. I början av 1700-talet förhandlade ärkebiskop William Wakes (resultatlöst) om kyrkoenhet med den romersk-katolska kyrkans franska del (den gallikanska kyrkan), och edsvägrarna förhandlade på liknande sätt med den rysk-ortodoxa kyrkan.
England fortsatte också att  (till skillnad mot till exempel de nordiska länderna) ha en katolsk befolkningsminoritet. Dissentersamfund tillerkändes religionsfrihet 1689, med undantaget att dissenters hindrades från att bedriva universitetsstudier och vara parlamentsledamöter. Religionsfrihetslagen omfattade inte den romersk-katolska kyrkan och unitaristsamfunden. Fullständig religionsfrihet skulle dröja till 1829.

## Bibel och bönbok
Nya testamentet hade översatts av William Tyndale 1526, och Myles Coverdale publicerade en fullständig bibel 1535. Coverdales Psaltare skulle förbli i bruk i de anglikanska kyrkornas otte- och aftonsång fram till 1920-talet. En ny, lätt bearbetad, upplaga 1540 kallas för Great Bible. Visst missnöje med översättningen Great Bible ledde till att puritanerna lät producera en egen översättning Genèvebibeln (1560), medan den anglikanska kyrkan lät trycka den så kallade Bishops' Bible (1568). Jakob I av England var missnöjd med att puritaner och anglikaner inte kunde läsa samma bibelutgåva, och lät tillsätta kommittén som översatte King James' Version 1611.